# Everard t'Serclaes
Everard t'Serclaes (1320 – Bruxelles, 31 marzo 1388) è stato un politico belga, divenuto famoso per aver liberato la città dal dominio fiammingo nel 1356.
Dopo la morte di Giovanni III di Brabante nel 1355, gli succedettero come governanti del Ducato la figlia Giovanna e suo marito Venceslao. La loro successione fu però contestata da Luigi II di Fiandra, che invase il Brabante e conquistò rapidamente Bruxelles.
Nella notte del 24 ottobre 1356, Everard t'Serclaes, alla guida di un gruppo di patrioti, scalò le mura della città e scacciò i fiamminghi permettendo a Giovanna e Venceslao di rientrare in città permettendo quindi la Gioiosa Entrata del 1356.
In seguito Everard t'Serclaes venne nominato aldermanno della città per ben cinque volte e da anziano si oppose con successo alla vendita di una parte delle terre della Corona a Sweder di Abcoude, signore di Gaasbeek, provocando la reazione del figlio illegittimo di questi che lo ferì a morte in un'imboscata. Come reazione all'uccisione, i cittadini di Bruxelles, insieme ad alleati provenienti da tutto il Brabante, rasero al suolo il castello di Gaasbeek.
Everard t'Serclaes è commemorato da un monumento che si trova in rue Charles Buls a Bruxelles, appena fuori dalla Grand-Place, realizzato dall'artista Julien Dillens che la leggenda vuole che, toccandola, porti fortuna.